# Tibor Mészáros
Tibor Mészáros, pseudonim Mr. Deadlift (ur. 20 marca 1967 w Debreczynie) – węgierski trójboista siłowy i strongman.
Wielokrotny Mistrz Węgier w Trójboju Siłowym.

## Życiorys
Tibor Mészáros wziął udział w indywidualnych Mistrzostwach Świata Strongman 2002, jednak nie zakwalifikował się do finału. Był drugim (po László Fekete) i dotychczas ostatnim, węgierskim zawodnikiem w historii tych zawodów.
Mieszka w Szombathely.
Wymiary:
- wzrost 188 cm
- waga 150 kg

Rekordy życiowe:
- przysiad 413,5 kg
- wyciskanie 255 kg
- martwy ciąg 410 kg

## Osiągnięcia strongman
- 1998
  - 8. miejsce - Drużynowe Mistrzostwa Świata Par Strongman 1998
- 2002
  - 9. miejsce - Drużynowe Mistrzostwa Świata Par Strongman 2002
- 2007
  - 6. miejsce - Mistrzostwa Europy Centralnej Strongman w Parach 2007
- 2009
  - 6. miejsce - Międzynarodowe Mistrzostwa Polski Strongman +40[5]